# Exército Nacional Sírio

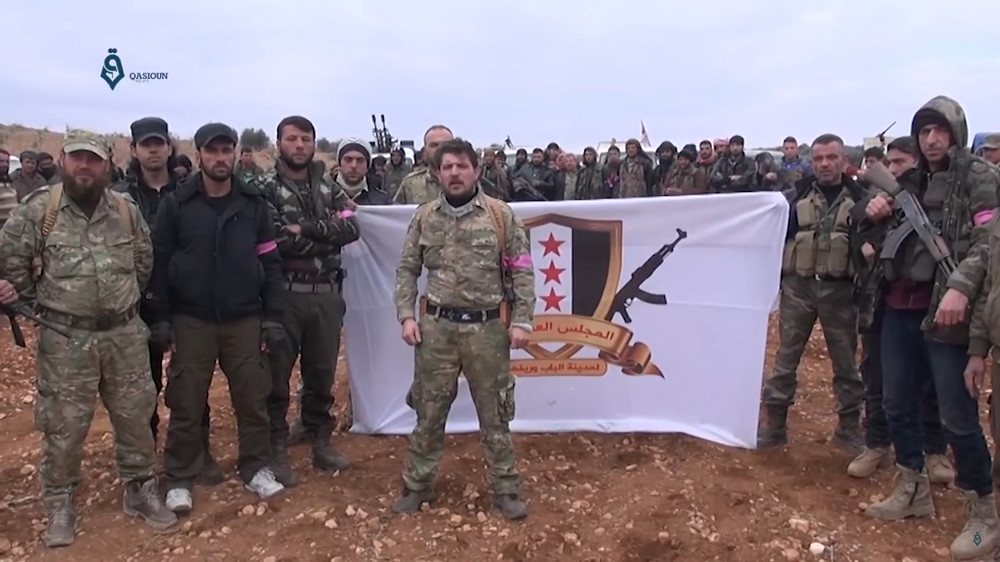
Combatentes do Al-Bab.

O Exército Livre da Síria (Pró-Turquia), também conhecido por Exército Nacional Sírio, é uma organização composta por grupos rebeldes, antigos membros do Exército Livre da Síria e outros diversos grupos, que colaboraram com a Turquia, aquando da intervenção turca na Guerra Civil Síria.
Os objectivos deste grupo são, colaborar com as Forças Armadas da Turquia em criar uma zona de segurança na fronteira entre a Síria e a Turquia, expulsar o Estado Islâmico e impedir que as forças curdas unifiquem os seus territórios, bem como, criar um Exército Nacional que opere na região controlada por este grupo.
Os inimigos desta organização são o Estado Islâmico, as Forças Democráticas Sírias, bem como, o Exército Árabe Sírio, embora, com este último, tenha tido poucos confrontos.
O exército também constitui a sua força policial, conhecido como a Polícia Livre da Síria.
A formação oficial do Exército Nacional Sírio foi anunciada, oficialmente, a 30 de dezembro de 2017, unificando cerca de 30 diferentes grupos rebeldes que controlam territórios no Norte da Síria (Intervenção turca), declarando-se leal ao Governo Interino Sírio, e tendo a sua sede na cidade de Azaz.

## Grupos membros
Os grupos membros do Exército Nacional Sírio são os seguintes:
- 1ª Legião Síria
  - Sultan Mehmed, a Brigada do Conquistador
  - Brigada Samarkand
  - Exército dos Netos
  - Brigada da Conquista
  - 1ª Divisão
  - Brigada da Vitória Tala'a
  - Brigada Billah Muntasir
  - 21ª Força Combinada (ramo do norte de Alepo)
- Bloco da Vitória
  - Divisão de Elite
  - Exército dos Netos
  - Homens Livres da Brigada de Leste
  - Jaysh al-Nukhba
  - 1ª Brigada
  - 5ª Brigada
  - Legião do Sham
  - Frente da Autenticidade e do Desenvolvimento (ramo do norte de Alepo)
- Bloco Sultan Murad
  - Divisão Sultan Murad
  - Brigadas Turcomenas Sírias
  - Divisão Hamza
  - Brigada al-Mu'tasim
  - Brigada do Norte
  - 23ª Divisão (ramo do norte de Alepo)
  - Brigada Shah Sultan Suleyman
  - Brigada Falcões do Norte
  - 9ª Divisão de Forças Especiais de Alepo
  - Brigada Sultan Othman
- Bloco do Levante
  - Frente do Levante
  - Brigada da Tempestade do Norte
  - Liwa Suyuf al-Sham (ramo de Azaz)
  - Brigada Soldados do Islão
  - Exército do Norte
- Exército Livre de Idlib
  - 13ª Divisão
  - Divisão do Norte
  - Liwa’ Suqour al-Jabal‎
  - 1ª Divisão de Alepo
  - 51ª Brigada
  - Liwa Ahfad Saladin (até julho de 2017)
  - 2º Exército
  - 1º Regimento
  - Povo da Pátria
- Outros grupos não alinhados
  - Ahrar al-Sham
  - Jaysh al-Sunna